# Bombers de Saint-Louis
Pour les articles homonymes, voir Bombers.
Les Bombers de Saint-Louis (en anglais : Saint Louis Bombers) sont une équipe de basket-ball de BAA (ancêtre de la NBA) des saisons 1946-47 à 1948-49, puis de NBA durant la saison 1949-50. Elle a disparu en 1950. Elle était localisée à Saint-Louis dans le Missouri.

## Historique
Durant ces quatre saisons, l'équipe accéda trois fois aux play-offs.
Bilan total : 122-115 (51.5%)
Meilleure saison : 38-23 (1946-47)
Pire saison : 26-42 (1949-50)

## Entraineurs successifs
L'équipe a eu deux entraîneurs:
- Ken Loeffler (en) 1946-1948
- Grady Lewis 1948-1950